# Age of Wonders
„Age of Wonders“ е компютърна игра, походова стратегия. Концептуално е сходна с „Heroes of Might and Magic“ и „Master of Magic“. Публикувана е от холандската компания Triumph Studios през 1999 г. Играта се отличава с детайлно описание на митологичните същества.

## Геймплей
Играчът наблюдава картата, състояща се от шестоъгълници, в изометрична перспектива. Теренът е на три слоя – повърхност, подземия и дълбини. Бойните единици могат да се комбинират в групи от по осем. Градовете заемат между едно и четири игрови полета.
Играта дава възможност да се избере герой, да определи външния вид и способностите му.
В Age of Wonders се срещат 12 раси (елфи, джуджета, полуръстове, frostlings, азраки, влечуги, хора, highman, гоблини, орки, мрачни елфи и неживи) като не всяка от тях е достъпна за игра. Съществуват два ресурса злато и мана. Първият се използва за строене на сгради и набиране на армия, а втория за проучване и използване на магии.
На всеки ход играчът получава определен брой точки за движение. Играта позволява използването на една от две системи ходове – последователна и едновременна. При последователната играчите се изчакват за извършване на своя ход, а при едновременната изразходват точките си за движение едновременно.